# Kolostor utcai kapu
A Kolostor utcai kapu (románul: Poarta Vămii, németül: Klostertor) a középkori brassói városerőd egyik legnagyobb és legerősebb városkapuja volt. A 14. század második felében építették a legelső várfalakkal együtt, a Kolostor utca északkeleti végén. Története és kialakítása hasonló volt a Kapu utcai kapuéhoz. A 19. századra mind jobban akadályozta a forgalmat, ezért lebontották. Helyén egy klasszicista stílusú díszkaput emeltek, melyet 1891-ben bontottak le.

## Elnevezése
A legrégebbi okmányokban Péter-kapuként (porta divi Petri) említik, ugyanis a 14. század elején alapított Szent Péter és Szent Pál domonkos kolostor szomszédságában helyezkedett el (ez adta a nevét a város Quartale Petri fertályának is). Későbbi neve Kolostor-kapu (porta claustri, Klosterthor), mely név szintén a domonkos kolostorra utal. Orbán Balázs klastrom kapunak is nevezi.
Román elnevezése Poarta Vămii (Vám-kapu), ugyanis a Kolostor utcában volt a vám, ahol a havasalföldi és bolgárszegi kereskedők vámot kellett fizessenek. Egy 1602-es rendelet (Acta et Decreta Centrum Virorum) értelmében a havasalföldi kereskedők csak ezen a kapun léphettek be a városba, és ezen keresztül hagyhatták el azt (megjegyzendő, hogy abban az időben a Brassót és Havasalföldet összekötő fő útvonal nyugat felé indult és a Törcsvári-szoroson keresztül vezetett; a Prahova-völgyi út csak a 19. században vette át ezt a szerepet).

## Története
Brassó legelső várfalait a 14. század végén építették, és minden valószínűség szerint a kapu is ugyanekkor készült. Ekkor egy napórával ellátott, erős toronyból és az alatta húzódó átjáróból állt. A 16. században egy második várfalat is emeltek, a kapu pedig egy közel száz méter hosszú erődítménnyé nőtte ki magát, melynek külső részét egy patkó alakú, a várfalon túlnyúló bástya védte. 1530-ban egy kisebb házat építettek a kapu előtt, melyben feltételezhetően a kapuőr lakott. 1532-ben nagyszabású építkezésről adnak hírt, mely valószínűleg a külső kapubástya felépítését vagy megerősítését jelentette.
A bástya falán, a külső kapu fölött Zsigmond magyar királyt ábrázoló festmény volt látható, aki 1395-ben kiváltságokat adott Brassónak. A mű Gregorius munkája volt, és trónon ülve, jogarral és országalmával a kezében ábrázolta a királyt. Hasonlóképpen Gregorius készítette a belső körfolyosó ószövetségi freskóit (1536), melyek Salamont, Hirámot, Juditot, és Salamon templomépítését ábrázolták. Munkájáért 22 forintot kapott.
1537-ben egy új kapuszárnyat készítettek, 1548-ban pedig felújították a belső kaputornyot; a napóra számlapját Gregorius festette újra. 1600-ban itt vonult be a városba II. Mihály havasalföldi fejedelem.
Az 1689-es tűzvész nem érintette a kaput, azonban 1738-ban egy földrengés megrongálta. 1745-ben a kapubástya alatti átjáró beomlott, az őrség pedig ideiglenesen a Szűcsök zwingerébe költözött. Később kijavították, de a 19. századra az erődítmény mind jobban akadályozta a forgalmat, ezért 1833-ban a városi tanács a lebontásáról döntött. A kaput 1835–1836-ban bontották le; helyén 1838-ban Andreas Dieners tervei alapján egy neoklasszikus díszkaput emeltek. Ezt 1891-ben bontották le, ugyanis az akkor épülő Bertalan–Hosszúfalu-vasútvonal mozdonyai nem fértek át alatta.

## Leírása
A középkori kapu egy közel száz méter hosszú erődítmény volt. A vizesárok feletti felvonóhídon lehetett bejutni a patkó alakú kapubástyába (ez a jelenlegi Hadsereg Házáig – Cercul Militar – nyúlt); a főbejárat mellett egy kisebb kapu is volt a gyalogosoknak. A külső, vasalt kapuszárnyakat nemcsak lakat, hanem egy retesz is zárta; sőt, az 1534-es számadásokban egy harmadik zárszerkezetet is megemlítenek: egy kerekeken gördülő, nehéz gerendákból ácsolt „skatulyát”, mellyel eltorlaszolhatták a kapuszárnyakat. A bástya udvaráról a belső kaputorony felé folytatódott az út, mely alatt egy 30 méter hosszú átjáró indult a város felé. Ezt több helyen lehetett kapukkal és csapórácsokkal lezárni.
Védelmét a szűcsök céhe látta el. Békeidőben egy kapitány és nyolc katona védte. Egy 1562-es okmány szerint 10 prágai szakállas puska, 33 kézi puska, és 7 kézi ágyú volt elhelyezve a bástya négy körbefutó galériáján. A kapu mellett volt a fegyverraktár és az ágyúöntő műhely. 1575-ben feljegyezték, hogy Jergh Pixenmacher három ágyút öntött csíkmadarasi ércből.
Az 1838-ban emelt új, neoklasszikus díszkapu a Brandenburgi kapuhoz volt hasonló; két bejárata volt a szekerek, kettő a gyalogosok számára. Két oldalán egy-egy nyeregtetős, klasszicista stílusú kis épület volt, ezek közül a déli még az 1920-as években is létezett; turisztikai hivatal majd gyógyszertár működött benne.